# Церква Перенесення мощей Святого Миколая (Синьків)
Церква Перенесення мощей Святого Миколая в Синькові — парафія і храм греко-католицької громади Заліщицького деканату Бучацької єпархії Української греко-католицької церкви в селі Синьків Чортківського району Тернопільської области.
Оголошена пам'яткою архітектури місцевого значення (охоронний номер 491).

## Історія церкви

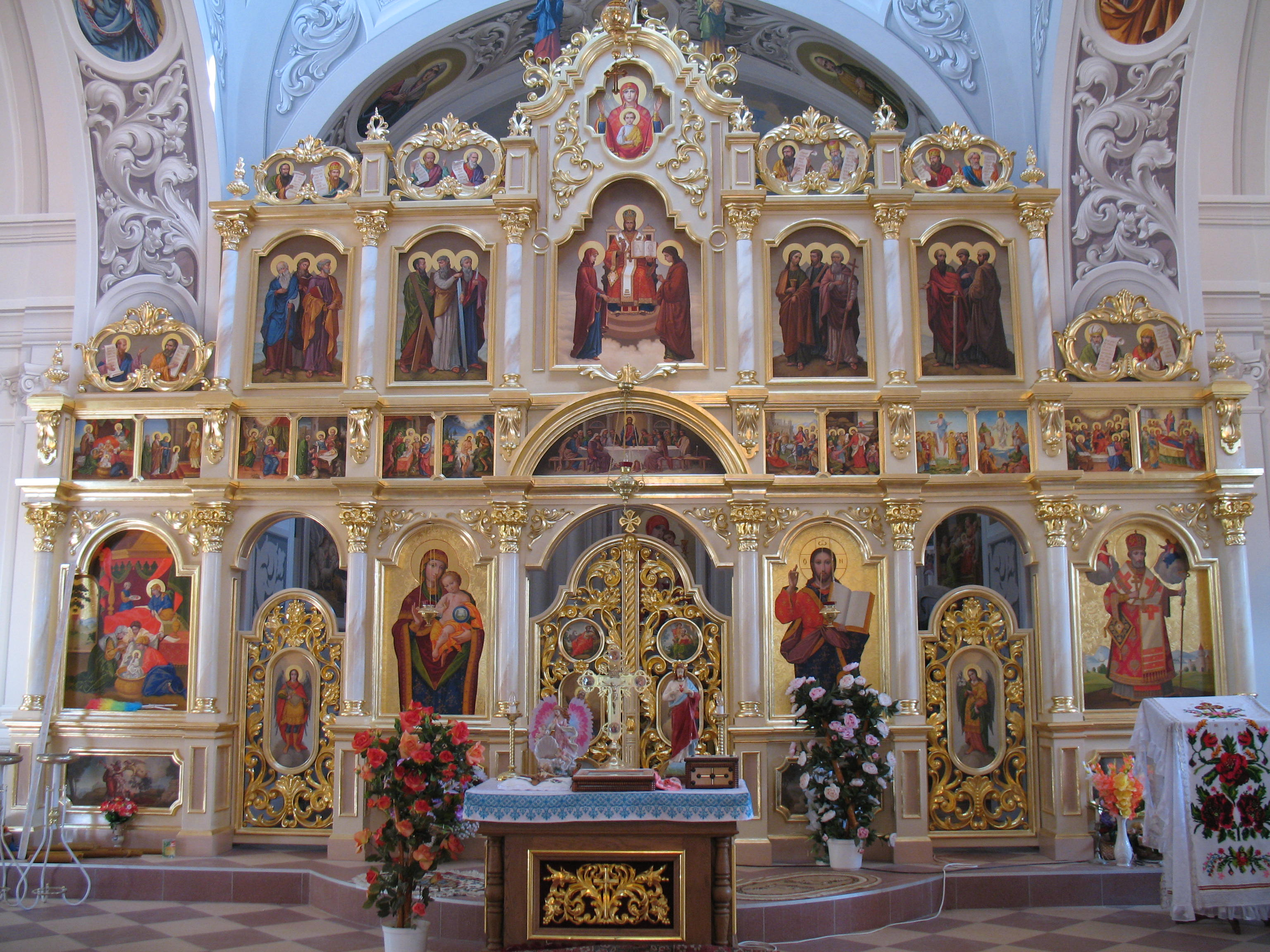
Іконостас церкви

На західній стороні села знаходиться мурована церква Перенесення мощей Святого Миколая. Вона, як і монастир отців Василіян при ній, була збудована у 1630 році. Після касації монастиря у 1754 році, його приміщення використовувалося як резиденція для парохів, а церква стала парафіяльною. Біля церкви розташована мурована двоповерхова дзвіниця з трьома дзвонами. На цвинтарі збудовано каплицю Святого Духа з такою ж дзвіницею.
У XVIII столітті в Синькові була й інша, дерев'яна церква, присвячена Різдву Пресвятої Богородиці, але її знищив комуністичний режим у 1970-х роках. Парафія була греко-католицькою до 1946 року, потім з 1946 по 1991 рік належала до РПЦ, а наприкінці 1991 року повернулася в лоно УГКЦ.
У 2005—2006 роках церкву реставрували за кошти уродженця села, мецената Дмитра Фірташа. У 2006 році відбулася перша єпископська візитація парафії, яку здійснив єпископ Іриней Білик.
З 1845 року парафія має статус відпустового місця. Відпуст відзначають 21 вересня, на свято Різдва Пресвятої Богородиці.
При парафії діють:
- Братство «Апостольство молитви».
- Марійська дружина.
- Спільноти «Матері в молитві» та «Євхаристійне лицерство».

На території села також є каплички Пресвятої Богородиці та хрест на честь скасування панщини.

## Парохи
- о. Григорій Генкевич,
- о. А. Бальніцький,
- о. Йоан Кушик,
- о. Василь Мандрусяк,
- о. Зиновій Пасічник (1991—1992),
- о. Микола Довжук (1992—2000),
- о. Ігор Ракочий (2000—2002),
- о. Петро Мельничин (з 2002—2024).
- о. Василь Тимофійчук (з 2024)